# Superserien 2017
Superserien 2017 var Sveriges högsta division i amerikansk fotboll för herrar säsongen 2017. Serien spelades 7 april–22 juni och vanns av Carlstad Crusaders. Den minskades med ett lag då STU Northside Bulls, som var kvalificerade, valde att dra sig ur. Lagen mötte de andra lagen i dubbelmöten hemma och borta. Vinst gav 2 poäng, oavgjort 1 poäng och förlust 0 poäng.
De fyra bäst placerade lagen gick vidare till slutspel. SM-slutspelet spelades 1–8 juli och även där segrade Carlstad Crusaders.

## Tabell
| Nr | Lag                          | S  | V  | O | F  | GP  | IP  | PS   | P  |
| -- | ---------------------------- | -- | -- | - | -- | --- | --- | ---- | -- |
| 1  | Carlstad Crusaders (RL) (RM) | 10 | 10 | 0 | 0  | 483 | 67  | +416 | 20 |
| 2  | Örebro Black Knights         | 10 | 8  | 0 | 2  | 425 | 120 | +305 | 16 |
| 3  | Stockholm Mean Machines      | 10 | 6  | 0 | 4  | 242 | 251 | −9   | 12 |
| 4  | Uppsala 86ers                | 10 | 4  | 0 | 6  | 211 | 284 | −73  | 8  |
| 5  | Limhamn Griffins*            | 10 | 2  | 0 | 8  | 90  | 383 | −293 | 4  |
| 6  | Tyresö Royal Crowns*         | 10 | 0  | 0 | 10 | 83  | 429 | −346 | 0  |

Färgkoder:
|      | – Kvalificerad för mästerskapsslutspel      |
|      | – Nedflyttad till division 1                |
| (RL) | – Regerande ligamästare (seriesegrare)      |
| (RM) | – Regerande svenska mästare                 |
| *    | – Nedflyttad efter säsongen på egen begäran |

## Matchresultat
| Hemma \ Borta           | CC    | LG    | SMM   | TRC   | U86   | ÖBK   |
| Carlstad Crusaders      | —     | 43–0  | 42–6  | 50–12 | 43–0  | 49–21 |
| Limhamn Griffins        | 0–54  | —     | 0–35  | 41–20 | 15–33 | 13–48 |
| Stockholm Mean Machines | 8–43  | 48–14 | —     | 25–7  | 48–13 | 0–45  |
| Tyresö Royal Crowns     | 0–70  | 0–11  | 6–35  | —     | 7–33  | 18–62 |
| Uppsala 86ers           | 20–55 | 41–6  | 28–31 | 43–13 | —     | 0–30  |
| Örebro Black Knights    | 0–34  | 61–0  | 53–6  | 69–0  | 36–0  | —     |

1Limhamn tilldömdes segern då Tyresö hade använt en ogiltig spelare .

## Slutspel

### Semifinaler
|       | 1 juli 2017 | Carlstad Crusaders | 47 – 23               | Uppsala 86ers | Tingvalla IP                  |                               |
| 15:01 | 15:01       |                    | (44 – 7) Matchrapport |               | Publik: 938 Domare: J Batzler | Publik: 938 Domare: J Batzler |
| 15:01 | 15:01       |                    |                       |               | Publik: 938 Domare: J Batzler | Publik: 938 Domare: J Batzler |
| 15:01 | 15:01       |                    |                       |               | Publik: 938 Domare: J Batzler | Publik: 938 Domare: J Batzler |

|       | 1 juli 2017 | Örebro Black Knights | 36 – 14  | Stockholm Mean Machines | Behrn Arena |  |
| 17:00 | 17:00       |                      | (21 – 7) |                         |             |  |
| 17:00 | 17:00       |                      |          |                         |             |  |
| 17:00 | 17:00       |                      |          |                         |             |  |

### SM-final
|       | 8 juli 2017 | Carlstad Crusaders | 24 – 0                | Örebro Black Knights | Behrn Arena                   |                               |
| 16:30 | 16:30       |                    | (17 – 0) Matchrapport |                      | Publik: 1 983 Domare: K Leido | Publik: 1 983 Domare: K Leido |
| 16:30 | 16:30       |                    |                       |                      | Publik: 1 983 Domare: K Leido | Publik: 1 983 Domare: K Leido |
| 16:30 | 16:30       |                    |                       |                      | Publik: 1 983 Domare: K Leido | Publik: 1 983 Domare: K Leido |